# Myxobolus
Myxobolus is een geslacht van eencelligen uit de familie Myxobolidae.

## Soorten
- Myxobolus cerebralis Hofer, 1903
- Myxobolus acanthogobii Hoshina, 1952
- Myxobolus acanthopagri Lom & Dyková, 1994
- Myxobolus achmerovi Shulman, 1966
- Myxobolus aeglefini Auerbach, 1906
- Myxobolus aisanensis Chen, in Chen & Ma, 1998
- Myxobolus aldrichetti Su & White, 1994
- Myxobolus arabicus Kardousha & El-Tantawy, 2002
- Myxobolus asymmetricus (Parisi, 1912)
- Myxobolus balantiocheili Levsen, Alvik & Grotmol, 2004
- Myxobolus bartoni Kalavati, Brickle & MacKenzie, 2000
- Myxobolus bilineatum Bond, 1938
- Myxobolus bizerti Bahri & Marques, 1996
- Myxobolus branchialis (Markewitsch, 1932)
- Myxobolus cephalus Iverson, Chitty & Van Meter, 1971
- Myxobolus chengkiangensis Ma, 1998
- Myxobolus cheni Shulman, 1962
- Myxobolus chiungchowensis Chen, in Chen & Ma, 1998
- Myxobolus conei Lom & Dyková, 1994
- Myxobolus cuneus Adriano, Arana & Cordeiro, 2006
- Myxobolus diagrammae Kpatcha, 1995
- Myxobolus diaphanus Fantham, Porter & Richardson, 1940
- Myxobolus episquamalis Egusa, Maeno & Sorimachi, 1990
- Myxobolus exiguus Thélohan, 1895
- Myxobolus ganguli Sarkar, Haldar & Chakraborti, 1982
- Myxobolus girellae Lom & Dyková, 1994
- Myxobolus gobii Naidenova, 1975
- Myxobolus goensis Eiras & D'Souza, 2004
- Myxobolus goreensis Fall, Kpatcha, Diebakate, Faye & Toguebaye, 1997
- Myxobolus grandiintercapsularis Shulman, 1962
- Myxobolus hani Faye, Kpatcha, Diebakate, Fall & Toguebaye, 1999
- Myxobolus hannensis Fall, Kpatcha, Diebakate, Faye & Toguebaye, 1997
- Myxobolus hudsonis (Bond, 1938)
- Myxobolus hypseleotris Chen, in Chen & Ma, 1998
- Myxobolus ichkeulensis Bahri & Marques, 1996
- Myxobolus improvisus Izyumova in Shulman, 1966
- Myxobolus inflatus Chen, in Chen & Ma, 1998
- Myxobolus insidiosus Wyatt & Pratt, 1963
- Myxobolus lalithakumarii Gunter & Adlard, 2010
- Myxobolus lintoni Gurley, 1893
- Myxobolus longi Eiras, Molnar & Lu, 2005
- Myxobolus macropodusi (Chen, in Chen & Ma, 1998)
- Myxobolus merlucii (Perugia, 1891)
- Myxobolus mexicanus Yoshino & Noble, 1973
- Myxobolus monopterus (Chen, in Chen & Ma, 1998)
- Myxobolus muelleri Bütschli, 1882
- Myxobolus mugauratus Landsberg & Lom, 1991
- Myxobolus mugcephalus (Narasimhamurti, 1980)
- Myxobolus mugchelo Landsberg & Lom, 1991
- Myxobolus mugilis (Perugia, 1891)
- Myxobolus narasii (Narasimhamurti, 1970)
- Myxobolus nile Eiras, Molnar & Lu, 2005
- Myxobolus parenzani Landsberg & Lom, 1991
- Myxobolus parvus Shulman, 1962
- Myxobolus perforata Ali, Al-Rasheid, Sakran, Abdel-Baki & Abdel-Ghaffar, 2002
- Myxobolus petruschewskii Zhukov, 1964
- Myxobolus pleuronectidae Hahn, 1917
- Myxobolus purkynjei Lom & Dyková, 1994
- Myxobolus raibauti Fall, Kpatcha, Diebakate, Faye & Toguebaye, 1997
- Myxobolus rhinogobii Chen, in Chen & Ma, 1998
- Myxobolus rhodei Lom & Dyková, 1994
- Myxobolus spinacurvatura Maeno, Sorimachi, Ogawa & Egusa, 1990
- Myxobolus spirosulcatus Maeno, Sorimachi, Ogawa & Kearn, 1995
- Myxobolus stomum Ali, Abdel-Baki, Sakran, Entzeroth & Abdel-Ghaffar, 2003
- Myxobolus subtecalis (Bond, 1938)
- Myxobolus tripterygii (Laird, 1953)